# Пак Кю Су
Пак Кю Су (кор. 박규수?, 朴珪壽?, англ. Park Gyu Soo 27 октября 1807—9 февраля 1877, по некоторым источникам 1876) — корейский государственный деятель и писатель.
Занимал должность губернатора Пхеньяна. По его инициативе в 1866 году был утоплен американский пароход «Генерал Шерман», явившийся в Корею с ультимативным визитом, и перебита вся его команда. Корейцы хорошо помнили об аналогичном визите в Японию коммодора М. Перри в 1853 году — по словам Пак Кю Су, «команда „Шермана“ сама вырыла себе могилу и прыгнула туда по своей воле». Всего несколькими месяцами ранее, однако, Пак Кю Су обеспечил хороший приём членам команды другого американского судна, The Surprise.
Несколько лет спустя, объединив вокруг себя группу корейской интеллигенции, пытался создать новую идеологию открытости, инициировать прозападные реформы и техническую модернизацию.
Вскоре после его смерти реформы были свёрнуты, а при японской оккупации — забыто само имя. Только в современной Южной Корее к нему возвращается признание.